# Pierre Lagaillarde
Pierre Lagaillarde (Courbevoie, 15 maggio 1931 – Auch, 17 agosto 2014) è stato un avvocato e terrorista francese fondatore dell'Organisation armée secrète (OAS).

## Biografia
Trascorse la sua infanzia a Blida, in Algeria, dove i genitori avevano uno studio legale. Durante il servizio militare, svolto nei paracadutisti, venne impiegato nella crisi di Suez e nella battaglia di Algeri. Congedatosi con il grado di sottotenente, Lagaillarde riprese gli studi di giurisprudenza all'università di Algeri dove, grazie al suo carisma, nel 1957 riuscì a prendere le redini dell'Associazione Generale degli Studenti d'Algeria (Association générale des étudiants d'Algérie in francese).
Il 13 maggio 1958 fu un elemento chiave del putsch di Algeri, grazie anche alla complicità di altri personaggi come Jacques Roseau e Robert Martel, ma anche di quadri dell'esercito francese in Algeria. Al volante di un camion GMC dei paracadutisti Lagaillarde ruppe la cancellata che impediva l'accesso all'edificio del Governo Generale dell'Algeria. In seguito a questo atto la folla poté invadere l'edificio, sede del residente Ministro dell'Algeria, Robert Lacoste, allora a Parigi, e saccheggiarlo. In seguito alla temporanea assunzione del comando civile e militare in Algeria da parte del generale Jacques Massu, Lagaillarde divenne membro del Comitato di Pubblica Sicurezza (1958) di Algeri presieduto dal generale Raoul Salan. Membro del Gruppo dei Sette, favorì l'instaurazione di un regime autoritario e corporativo simile a quello di Salazar.
Più tardi nello stesso anno, a novembre, Lagaillarde si presentò come deputato senza etichetta (o gruppo di persone non registrate) e viene eletto per il 1° collegio elettorale di Algeri-città. Esercitò il suo mandato dal 30 novembre 1958 al 5 maggio 1961, data della sua decadenza.
Nel gennaio 1960, contrario alla proposta di autodeterminazione del Presidente della Repubblica generale de Gaulle, e in seguito al richiamo a Parigi del generale Massu, Lagaillarde si mise al comando, insieme a Guy Forzy e Joseph Ortiz, di un movimento insurrezionale armato ad Algeri che passò alla storia come settimana delle barricate. Arrestato il 1º febbraio, fu trasferito in Francia e imprigionato nel carcere de La Santé a Parigi dopo la revoca della sua immunità parlamentare.
All'inizio di novembre 1960 iniziò il “processo delle Barricate”. Rilasciato sulla parola, al momento del processo, ne approfittò per fuggire a Madrid. Nella capitale spagnola, insieme a Jean-Jacques Susini fondò l'OAS (Organizzazione Armata Segreta), nel febbraio 1961 che intendeva osteggiare l’indipendenza dell’Algeria. Il 2 marzo successivo è condannato in contumacia a 10 anni di carcere. Nell'ottobre dello stesso anno è temporaneamente arrestato a Madrid insieme al neofascista italiano Guido Giannettini. Posto in regime di sorveglianza speciale sull'isola di La Palma, nelle Canarie, fu rilasciato nel luglio 1962. Successivamente diresse un'impresa di materiali edili e poi diresse la scuola francese di Alicante. Amnistiato nel 1968 rientrò in Francia stabilendosi ad Auch, nel Gers. Allontanatosi definitivamente dalla politica, nel 1975 divenne il primo presidente degli avvocati di Auch.